# Euryopis flavomaculata
Euryopis flavomaculata là một loài nhện trong họ Theridiidae. Chúng được Carl Ludwig Koch miêu tả năm 1836.

## Hình ảnh

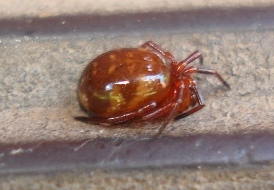